# Katie Leclerc
Katie Leclerc (San Antonio, 6 november 1986) is een Amerikaanse actrice, bekend van een aantal televisieseries waaronder Veronica Mars, Fashion House en The Big Bang Theory. In 2011 was ze te zien als het personage Daphne Vasquez in de televisieprogramma Switched at Birth.

## Privé
Katie Leclerc, geboren als de laatste van drie in Texas, groeide op in Lakewood (Colorado). Ze begon de American Sign Language (de gebarentaal die in Verenigde Staten gebruikt wordt) te leren op haar zeventiende, voordat de afwijking bij haar was vastgesteld die onder andere verlies van haar gehoor als gevolg zou hebben.
Op haar twintigste werd de ziekte van Menière bij haar vastgesteld, een afwijking waardoor ze steeds minder met haar binnenoor kan doen en last zou krijgen van vertigo; zowel haar vader als oudere zus hebben dezelfde afwijking. Er waren geen symptomen gedurende haar jeugd, waardoor haar spraak/stembeheersing niet beïnvloed werd. Ze heeft wel een dovenaccent gebruikt in de serie Switched at Birth om zo het gehoorverlies van de personage Daphne meer "zichtbaar" te maken.
Ze is met haar jeugdvriend Brian Habecost, een makelaar, getrouwd op 6 september 2014.

## Carrière
Katie Leclerc ontdekte haar passie voor acteren in haar zevende jaar op school toen ze de hoofdrol kreeg in een productie van Annie. Ze verhuisde daarop naar San Diego, om zich te richten op theater bij Valley Center High School. Ze was te zien in reclamefilmpjes voor Pepsi, Cingular, Comcast en General Electric. In 2006 was ze te zien als een studente in een klaslokaal in de videoclip van het liedje "What Hurts the Most" van de countryrockband Rascal Flatts. Haar televisiecarrière begon met haar gast-rol in Veronica Mars. Sindsdien verscheen ze in diverse programma's/series op de televisie. Haar eerste belangrijkste rol was in de serie Switched at Birth, als een van de hoofdpersonages Daphne Vasquez, een dove puber die door het ziekenhuis aan het verkeerde gezin was meegegeven na haar geboorte.

## Werk
- Veronica Mars (2005)
- Gravy Train (2006)
- Fashion House (2006)
- The Naked Trucker and T-Bones Show (2007)
- Saints & Sinners (2007)
- The Riches (2008)
- The Ex List (2008)
- Flying By (2009)
- The Inner Circle (2009)
- The Hard Times of RJ Berger (2010)
- The Big Bang Theory (2011)
- Switched at Birth (2011)
- Seven Lanterns (2012)
- CSI: Crime Scene Investigation (2012)
- The Ones (2013)
- The Confession (2013)
- My Synthesized Life (2013)
- Confess (2017)

## Naamsvermelding
Dit artikel of een eerdere versie ervan is een (gedeeltelijke) vertaling van het artikel Katie Leclerc op de Engelstalige Wikipedia, dat onder de licentie Creative Commons Naamsvermelding/Gelijk delen valt. Zie de bewerkingsgeschiedenis aldaar.